# Psychédélice
Psychédélice is een studioalbum van Christian Décamps uit 2008. Het zou tot 2010 zijn enige soloalbum zijn.
Décamps is de leider van de Franse muziekgroep Ange en levert daar ook het merendeel van de composities. Er zijn echter composities die niet passen binnen het toch ruime aanbod van stijlen van die symfonische rockband. Gedurende de jaren 2006 tot en met 2008 componeerde Décamps een aantal stukken die moeten dienen als heerlijkheid (délice) voor de ziel (psyché). Wat het opleverde is een bijna geheel instrumentaal album dat in de verte nog wel aan Ange doet denken maar daar mijlenver van afstaat. De muziek lijkt thuis in een knutselruimte op een aantal toetsinstrumenten en andere muziekinstrumenten in elkaar gezet; zelfs de klanken onttrokken aan de synthesizers doen ouderwets aan. De muziek is over het algemeen rustig en melodieus en niet zo complex als de muziek van Ange soms is. Er wordt alleen gezongen (gesproken) op Posologie en dat is dan ook het nummer dat het dichtst bij Ange komt; Décamps heeft een vrij herkenbare stem.
Het boekwerkje komt als een soort recept (ordonnance) uitgeschreven door Doctor Psyché, agrégé de la faculté de médicine du rêve et de la musique qui soigne.

## Musici
- Christian Décamps – toetsinstrumenten, synthesizers, gitaren, effecten, ritmebox

## Muziek
Alles van Décamps

| Nr. | Titel                                 | Duur |
| --- | ------------------------------------- | ---- |
| 1.  | Psychédélice <<Aux aurores>>          | 6:48 |
| 2.  | Petit déjeuner compris                | 5:03 |
| 3.  | Psychédélice 2 <<Rencontres>>         | 6:49 |
| 4.  | Amplitudes <<sieste>> / <<énergies >> | 9:00 |
| 5.  | Spleen attidtude                      | 3:36 |
| 6.  | Fanfarfelue                           | 2:56 |
| 7.  | Fantasmes                             | 2:56 |
| 8.  | Posologie de l’amour                  | 5:28 |
| 9.  | Psychédélice 3 <<voyage astral>>      | 6:09 |
| 10. | A l’unisson                           | 1:26 |